# Hyalinobatrachium taylori
Hyalinobatrachium taylori är en groddjursart som först beskrevs av Coleman J. Goin 1968.  Hyalinobatrachium taylori ingår i släktet Hyalinobatrachium och familjen glasgrodor. IUCN kategoriserar arten globalt som livskraftig. Inga underarter finns listade i Catalogue of Life.